# 多利芒特鎮區 (明尼蘇達州特拉弗斯縣)
多利芒特鎮區（英語：Dollymount Township）是位於美國明尼蘇達州特拉弗斯縣的一個行政鎮區。

## 地方資料
多利芒特鎮區的面積為99.33平方千米，皆為陸地。根據2020年美國人口普查的數據，當地共有人口80人，而人口密度為每平方千米0.81人。